# Vanessa Angel

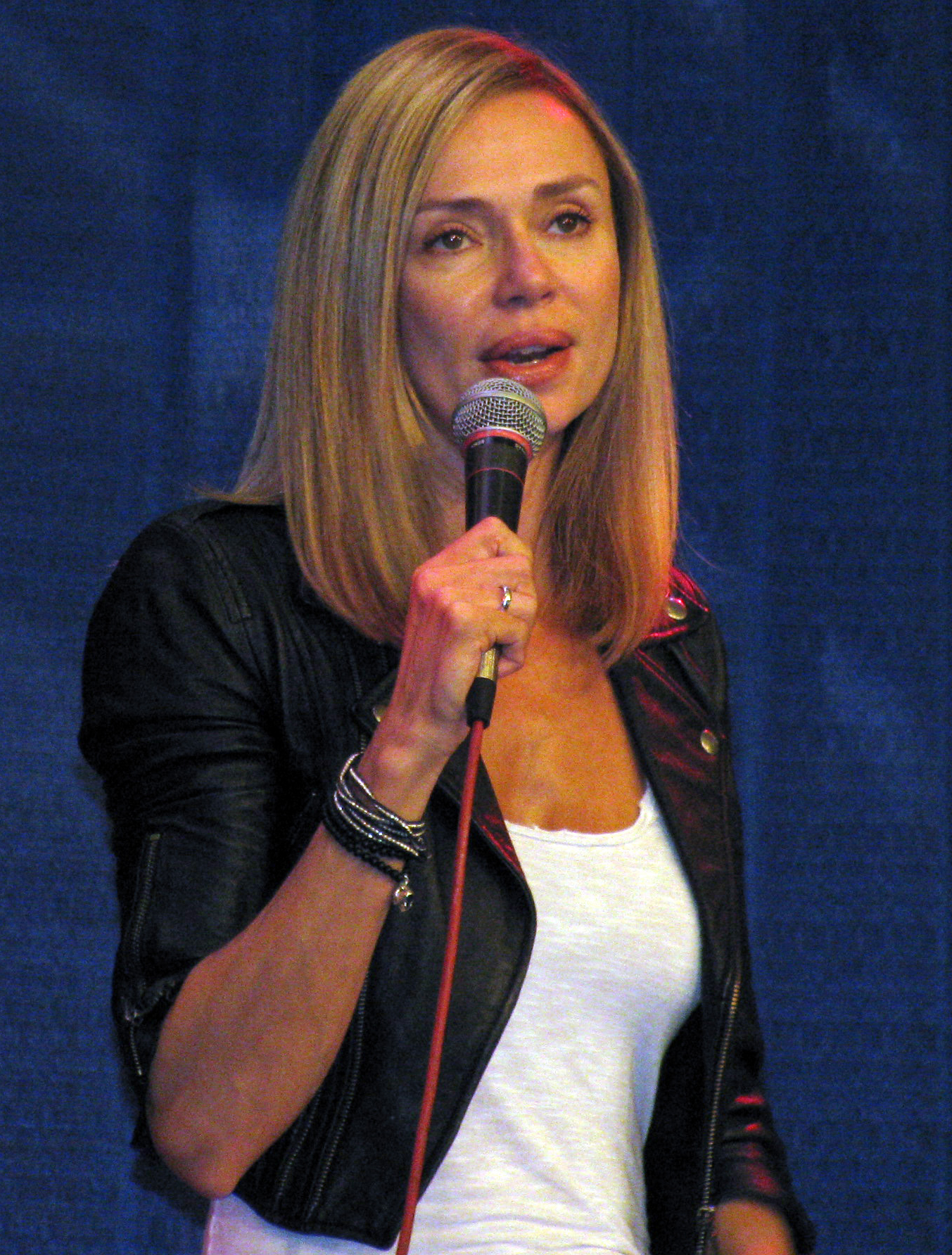
Vanessa Angel (2009)

Vanessa Madeline Angel (* 10. November 1966 in London, England) ist eine britische Schauspielerin und Model.

## Leben
Vanessa Angel wurde bereits im Alter von 14 Jahren ein Fotomodell, nachdem sie in einem Londoner Cafe von einem Agenten entdeckt worden war. Mit 16 Jahren zog sie nach New York City, weil sie dort eine Stelle bei Ford Models bekommen hatte. Sie erschien auf den Titelseiten zahlreicher Zeitschriften wie Cosmopolitan und Vogue.
Als Schauspielerin debütierte sie im Film Spione wie wir aus dem Jahr 1985, in dem sie neben Chevy Chase und Dan Aykroyd spielte. Im Film King of New York (1990) spielte sie neben Christopher Walken, David Caruso und Wesley Snipes, im Film Kingpin (1996) neben Woody Harrelson und Randy Quaid. Sie war ursprünglich für die Rolle der Xena in der Serie Hercules vorgesehen, konnte diese aber aufgrund eines Krankheitsfalls nicht antreten und musste den Part an Lucy Lawless abgeben.
In den Jahren 1991 bis 1992 war sie in drei Folgen der Fernsehserie Baywatch – Die Rettungsschwimmer von Malibu als Megan zu sehen, 1992 als Detective Peggy Elliott in Die Staatsanwältin und der Cop, von 1994 bis 1998 als Lisa in allen 88 Folgen der Fernsehserie Lisa – Der helle Wahnsinn und im Jahr 2000 als Anise/Freya in Stargate – Kommando SG-1. Zwei Gastauftritte absolvierte sie 1993 in der Fernsehserie Melrose Place.
Angel ist seit 1996 mit dem Schauspieler Rick Otto verheiratet und hat ein Kind. Sie lebt in Los Angeles.

## Filmografie (Auswahl)
- 1985: Spione wie wir (Spies Like Us)
- 1989: Ein hundsgemeiner Herzensbrecher (Another Chance)
- 1990: King of New York – König zwischen Tag und Nacht (King of New York)
- 1991: Baywatch – Die Rettungsschwimmer von Malibu (Baywatch, Fernsehserie, drei Folgen)
- 1991: Killer Instinct – Im Netz des Todes (Killer Instinct)
- 1992: Stop! Oder meine Mami schießt! (Stop! Or My Mom Will Shoot)
- 1992: On the Air – Voll auf Sendung (On the Air, Fernsehserie, Folge 1x01 Lester Guy Show)
- 1992–1993: Die Staatsanwältin und der Cop (Reasonable Doubts, Fernsehserie, acht Folgen)
- 1993: Melrose Place (Fernsehserie, Folgen 1x30 Der Tag der Wahrheit und 1x31 Kein Glück in Sicht)
- 1993: Mord ist ihr Hobby (Murder, She Wrote, Fernsehserie, Folge 10x04 Das Phantom)
- 1993: Tod der Mannequins (The Cover Girl Murders) (Fernsehfilm)
- 1994: Time Trax – Zurück in die Zukunft (Time Trax, Fernsehserie, Folge 2x05 Nieder mit der Schwerkraft)
- 1994: Sleep with Me – Liebe zu dritt (Sleep with Me)
- 1994–1998: Lisa – Der helle Wahnsinn (Weird Science, Fernsehserie, alle 88 Folgen)
- 1996: Kingpin – Zwei Trottel auf der Bowlingbahn (Kingpin)
- 1998: Zwei Männer, eine Frau und eine Hochzeit (Kissing a Fool)
- 1999: Made Men – Die Abrechnung (Made Men)
- 2000: Stargate – Kommando SG-1 (Stargate, Fernsehserie, Folgen 4x03–4x05)
- 2000: Trust Nobody (Partners)
- 2001: Camouflage
- 2001: Out of Time – Der tödliche Auftrag (Firetrap)
- 2002: Sabretooth – Angriff des Säbelzahntigers (Sabretooth, Fernsehfilm)
- 2004: Voll gepunktet (The Perfect Score)
- 2004: Out for Blood – Fürchte Jeden, auch: Im Bann der Vampire (Out for Blood)
- 2004: Superbabies: Baby Geniuses 2
- 2004: Dämonische Spiele: Puppet Master vs. Demonic Toys (Puppet MastHer vs. Demonic Toys, Fernsehfilm)
- 2005: Raging Sharks – Killer aus der Tiefe (Raging Sharks)
- 2006: Popstar
- 2009: Planet Raptor
- 2011: Alles erlaubt – Eine Woche ohne Regeln (Hall Pass)
- 2011: Cougar Hunting
- 2011: Christmas Spirit
- 2012: Californication (Fernsehserie, Folge 5x02 Der Weg des Samurai)
- 2013: Hexenjagd – Die Hänsel und Gretel-Story (Hansel & Gretel: Warriors of Witchcraft)
- 2013: Surf Party – Bikini-Babes und kaltes Bier (National Lampoon Presents: Surf Party)
- 2013: Lockhart
- 2014: Endless Bummer
- 2017: My Summer Prince
- 2017: Being Mary Jane (Fernsehserie, Folgen 4x04 und 4x08)
- 2017: Lycan
- 2018: Trouble Sleeping
- 2019: Sweet Inspirations
- 2019: Crown Lake (Fernsehserie, sechs Folgen)
- 2019 – 2020: Sons of Thunder (Fernsehserie, sechs Folgen)
- 2021: Courting Mom and Dad
- 2021: Hot Water
- 2021: Hustle Down
- 2021: Single Mother by Choice
- 2022: Merry Ex-Mas
- 2023: Great White Lies (Kurzfilm)
- 2023: Johnny & Clyde
- 2023: Sins of the Preacher’s Wife (Fernsehfilm)